# Gromada Parcewo
Gromada Parcewo war eine Verwaltungseinheit in der Volksrepublik Polen zwischen 1954 und 1959. Verwaltet wurde die Gromada vom Gromadzka Rada Narodowa, dessen Sitz sich in Parcewo befand und der aus 16 Mitgliedern bestand.

Die Gromada Parcewo gehörte zum Powiat Bielski in der Woiwodschaft Białystok und bestand aus den Gromadas Parcewo und Hołody der aufgelösten Gmina Widowo, den ehemaligen Gromadas Wólka und Spiczki der aufgelösten Gmina Orla und der ehemaligen Gromada Lewki aus der aufgelösten Gmina Dobromil.

Zum 31. Dezember 1959 wurde das Dorf Lewki und die Siedlung Lewki ausgegliedert und an die Gromada Mokre angegliedert. Das Gleiche wurde mit dem Dorf Ogrodniki und der Siedlung Użyki gemacht diese kamen zur Gromada Pasynki, die Dörfer Szczyty-Dzięciołowo, Szczyty-Nowodwory und Krzywa sowie die Siedlungen Nowodwory, Karolina und Dzięciołowo zur Gromada Orla. Anschließend wurde der Sitz des GRN nach Hołody verlegt und die Gromada in Gromada Hołody umbenannt.